# Іст-Фолмаут (Массачусетс)
Іст-Фолмаут (англ. East Falmouth) — переписна місцевість (CDP) в США, в окрузі Барнстебел штату Массачусетс. Населення — 6278 осіб (2020).

## Географія
Іст-Фолмаут розташований за координатами 41°34′15″ пн. ш. 70°33′24″ зх. д. / 41.57083° пн. ш. 70.55667° зх. д. (41.570720, -70.556682).  За даними Бюро перепису населення США в 2010 році переписна місцевість мала площу 16,30 км², з яких 14,10 км² — суходіл та 2,21 км² — водойми.

## Демографія
Згідно з переписом 2010 року, у переписній місцевості мешкало 6038 осіб у 2696 домогосподарствах у складі 1694 родин. Густота населення становила 370 осіб/км².  Було 4678 помешкань (287/км²).
Расовий склад населення:
| - 90,8 % — білих - 2,1 % — чорних або афроамериканців - 1,2 % — азіатів - 0,7 % — корінних американців - 1,7 % — осіб інших рас |

До двох чи більше рас належало 3,4 %. Частка іспаномовних становила 2,3 % від усіх жителів.
За віковим діапазоном населення розподілялося таким чином: 17,7 % — особи молодші 18 років, 55,9 % — особи у віці 18—64 років, 26,4 % — особи у віці 65 років та старші. Медіана віку мешканця становила 50,1 року. На 100 осіб жіночої статі у переписній місцевості припадало 90,0 чоловіків;  на 100 жінок у віці від 18 років та старших — 85,5 чоловіків також старших 18 років.
Середній дохід на одне домашнє господарство  становив 75 415 доларів США (медіана — 63 445), а середній дохід на одну сім'ю — 82 728 доларів (медіана — 69 844). Медіана доходів становила 52 500 доларів для чоловіків та 44 000 доларів для жінок. За межею бідності перебувало 10,2 % осіб, у тому числі 16,7 % дітей у віці до 18 років та 3,9 % осіб у віці 65 років та старших.
Цивільне працевлаштоване населення становило 2606 осіб. Основні галузі зайнятості: освіта, охорона здоров'я та соціальна допомога — 22,3 %, роздрібна торгівля — 17,9 %, будівництво — 11,1 %, науковці, спеціалісти, менеджери — 9,9 %.